# Stoianovo, Kărdjali
Stoianovo (în bulgară Стояново) este un sat în comuna Ardino, regiunea Kărdjali,  Bulgaria. 

## Demografie
Componența etnică a satului Stoianovo
     Nicio identificare (100%)
     Altele (0%)
La recensământul din 2011, populația satului Stoianovo era de 24 locuitori. . Pentru 100% din locuitori nu este cunoscută apartenența etnică.